# Eisenbahndirektion Essen

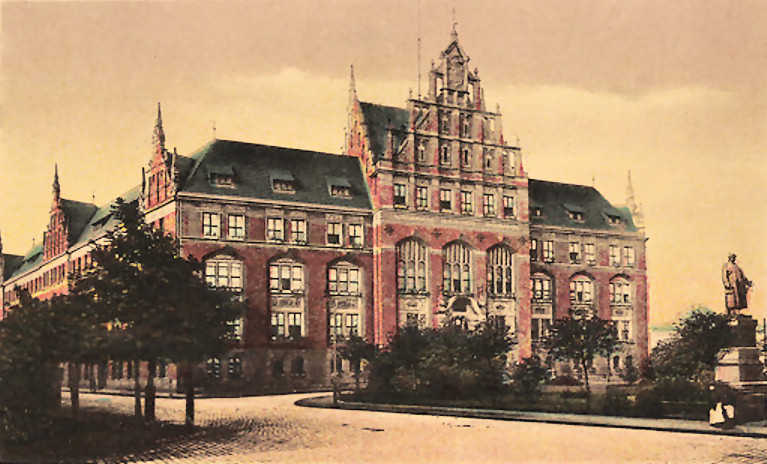
Verwaltungsgebäude der Reichsbahndirektion Essen (1920)

Die Reichsbahndirektion Essen war eine Eisenbahndirektion in Essen.

## Geschichte

### Vorgeschichte
Im Rahmen der ab 1879 anrollenden Verstaatlichungswelle von privat geführten Eisenbahnen im Königreich Preußen mussten die Preußischen Staatseisenbahnen neu organisiert werden. Dazu wurden 11 Eisenbahndirektionen mit einheitlicher Binnenstruktur geschaffen. Die Königliche Eisenbahndirection zu Cöln rechtsrheinisch war eine von ihnen.

### Königreich Preußen
Nach Abschluss der Verstaatlichung und dem Bau zahlreicher neuer Strecken musste die Verwaltung der Staatsbahn 1895 erneut reformiert werden. Dazu wurde die Zahl der Eisenbahndirektionen von 11 auf 20 erhöht und der Zuständigkeitsbereich der alten Direktionen massiv verkleinert. Zusätzlich wurden die Königliche Eisenbahndirection zu Cöln rechtsrheinisch und die Königliche Eisenbahndirection zu Cöln linksrheinisch zusammengelegt, dabei aber auch Teile ausgegliedert. Aus ausgegliederten Bereichen der (nun: ehemaligen) Königlichen Eisenbahndirection zu Cöln rechtsrheinisch entstand die Königliche Eisenbahndirektion Essen.

### Reichsbahn
1920 gingen die Preußischen Staatseisenbahnen in der Deutschen Reichsbahn auf. In der Folge wurde die Eisenbahndirektion 1922 in Reichsbahndirektion Essen umbenannt.
1923/24 hatte sie im Zuge der Alliierten Rheinlandbesetzung ihren Sitz vorübergehend in Dortmund.

### Bundesbahn
Nach dem Zweiten Weltkrieg hieß die Direktion zunächst Eisenbahndirektion Essen. Mit Gründung der Deutschen Bundesbahn erfolgte eine erneute Umbezeichnung in Bundesbahndirektion Essen. 1974 übernahm sie Teile der aufgelösten Bundesbahndirektionen Wuppertal und Münster.

## Zuständigkeitsbereich
Das Gebiet dieser Reichsbahndirektion erstreckte sich vom Rhein in westlicher Richtung über das preußische Gebiet des Rheinisch-Westfälischen Industriegebietes (Ruhrgebiet) und im Norden bis zur niederländischen Grenze. 
Neben den im Kerngebiet vor allem in West-Ost-Richtung verlaufenden, vielfältig verknüpften Strecken gehörte zur Direktion die östlich des Rheins verlaufende Strecke nach Wesel-Emmerich-(Niederlande).
Bedeutende Strecken innerhalb der Direktion waren:
- die Hollandstrecke von Oberhausen bis zur Staatsgrenze
- die Bahnstrecke Wanne-Eickel–Hamburg von Wanne-Eickel bis zur Landesgrenze bei Lengerich
- die Bahnstrecke Haltern–Venlo von Haltern nach Wesel
- die Nordstrecke von Osterfeld Süd nach Hamm
- die Bahnstrecke Duisburg–Dortmund
- die Bahnstrecke Witten/Dortmund–Oberhausen/Duisburg

Bedeutende Knotenpunkte waren:
- Duisburg Hauptbahnhof
- Oberhausen Hauptbahnhof
- Essen Hauptbahnhof
- Gelsenkirchen Hauptbahnhof
- Bochum Hauptbahnhof
- Dortmund Hauptbahnhof
- Hamm (Westf)
- Wanne-Eickel Hauptbahnhof

## Direktionsgebäude
Die Verwaltung befand sich zwischen 1898 und 1994 im Eisenbahn-Direktionsgebäude Essen am Bismarckplatz südwestlich des Essener Hauptbahnhofes. 